# Cheiracanthium jabalpurense
Cheiracanthium jabalpurense är en spindelart som beskrevs av Majumder och Benoy Krishna Tikader 1991. Cheiracanthium jabalpurense ingår i släktet Cheiracanthium och familjen sporrspindlar. Inga underarter finns listade i Catalogue of Life.